# South Molton
South Molton – miasto w Wielkiej Brytanii, w Anglii w hrabstwie Devon położone nad rzeką Mole.

## Historia
Pierwsze wzmianki pochodzą z roku 650, ośrodek był znany jako Dumnania. Domesday Book nadmienia, że posiadał czterech księży. W średniowieczu niewielki ośrodek handlu wełną. Do XVIII wieku ośrodek wiejski, status gminy miejskiej uzyskał w roku 1835.

## Dzisiejsze czasy
South Molton jest dziś ośrodkiem turystycznym o znaczeniu regionalnym, bazą wypadową w Exmoor i Dartmoor. Ośrodek handlowy o znaczeniu lokalnym.